# گوسه ۲۳۷۷۶
سیارک ۲۳۷۷۶ (به انگلیسی: 23776 Gosset، نامگذاری:1998QE) بیست و سه هزار و هفتصد و هفتاد و ششمین سیارک کشف شده‌است که در ۱۷ اوت ۱۹۹۸ کشف شد.